# Roman Haubenstock-Ramati
Roman Haubenstock-Ramati (27. února 1919 – 3. března 1994) byl polský židovský hudební skladatel.
Narodil se v Krakově. Studoval hru na housle, hudební teorii a základy skladby u Artura Malawského. V roce 1937 zahájil studium muzikologie a filozofie na Jagellonské univerzitě, v roce 1939 jeho rodina uprchla do Lvova, kde pokračoval ve studiu na tamní konzervatoři. V roce 1941 byl zatčen a vězněn v Oděse a Tomsku; po amnestii polských občanů nastoupil v roce 1941 do Andersovy armády. Po onemocnění tyfem armádu opustil a po uzdravení odešel do Palestiny.
Po válce se vrátil do rodného města, kde přispíval do hudebního magazínu Ruch Muzyczny a pracoval v Polském rozhlasu. Kvůli nesouhlasu s potlačováním umělecké svobody novým státním zřízením se však záhy rozhodl odstěhovat do Tel Avivu, kde se věnoval jak skladatelské, tak i pedagogické činnosti. První větší úspěch zaznamenal v roce 1955 s koncertem pro cembalo a orchestr, Recitativo ed aria. V roce 1957 odjel na šestiměsíční akademické stipendium do Paříže. V září téhož roku se usadil ve Vídni, v roce 1960 získal rakouské státní občanství.
V letech 1973 až 1989 vyučoval na Hochschule für Musik und Darstellende Kunst (Vysoké škole hudby a múzických umění). Jeho žáky byli například Peter Ablinger, Beat Furrer a Paweł Szymański. Rovněž přednášel v Buenos Aires, San Franciscu a Stockholmu.
Roku 1977 obdržel Cenu města Vídně za přínos rakouské hudbě a v roce 1981 Velkou rakouskou státní cenu. V roce 1994 proběhl ve vídeňském Koncertním domě koncert u příležitosti jeho 75. narozenin. Haubenstock-Ramati zemřel o týden později ve Vídni.